# Orchestre symphonique royal d'Oman
L'Orchestre symphonique royal d'Oman (Royal Oman Symphony Orchestra ou ROSO) est un orchestre symphonique créé au Sultanat d'Oman en 1985. L'initiative en revient au sultan Qabus, amateur et connaisseur de la musique classique européenne qu'il découvrit notamment au cours de ses années de formation à l'Académie royale militaire de Sandhurst (Royaume-Uni). C'est à ce jour (2010) le seul orchestre symphonique réunissant uniquement des musiciens arabes (hommes et femmes). Une école de musique sélective lui est associée. Il est en résidence à Mascate, la capitale

## Histoire
Le concert inaugural fut donné en présence du sultan le 1er juillet 1987 et le premier concert public eut lieu l'année suivante. Depuis, plus de 150 concerts ont été donnés, publics ou privés, au Sultanat ou à l'étranger.
Les violonistes Yehudi Menuhin et Lakshminarayana Subramaniam s'y produisirent, respectivement en 1996 et 2005. Dmitri Alexeev, Russell Keable, Malcolm Binney et Simon Wright furent quelques-uns des chefs d'orchestre qui le dirigèrent.
L'orchestre a d'abord été logé dans des bâtiments appartenant à la Garde royale d'Oman (Royal Guard of Oman), mais ces locaux s'avérant trop exigus en 1990, un nouveau complexe fut construit à l'Ouest de la capitale, en face du palais Bayt al Barakhah, afin d'accueillir notamment des salles de répétition, une mosquée, une école ainsi que des logements pour les étudiants.